# John Tate (pugile)
John Tate, noto anche con lo pseudonimo di Big John (Marion, 29 gennaio 1955 – Knoxville, 9 aprile 1998), è stato un pugile statunitense, medaglia di bronzo ai Giochi Olimpici di Montreal 1976 e campione mondiale dei pesi massimi tra il 1979 e il 1980.

## Biografia

### Carriera da dilettante
“Big John” Tate, rappresentò gli Stati Uniti alle Olimpiadi di Montreal 1976, vincendo la medaglia di bronzo nei pesi massimi. Sconfisse ai punti al primo turno il polacco Andrzej Biegalski. Nei quarti di finale batté, ancora ai punti, il tedesco dell’Ovest Peter Hussing. In semifinale, invece, fu messo KO al primo round dal fuoriclasse cubano Teofilo Stevenson, campione olimpico uscente e avviato a ripetersi sia a Montreal che 4 anni dopo  .

### Carriera da professionista
Professionista dal 1977. Dopo una "striscia" di 19 match tutti vinti fu designato a contendere al sudafricano Gerrie Coetzee il titolo mondiale WBA dei pesi massimi, lasciato vacante da Muhammad Ali. Il 20 ottobre 1979 a Pretoria, di fronte a 81 000 spettatori, batté il suo avversario ai punti per verdetto unanime, aggiudicandosi la corona mondiale. Fu il primo incontro, nel Sudafrica dell'Apartheid, in cui furono ammessi spettatori di etnia bianca e nera. 
Tate subì la prima sconfitta in carriera e perse il titolo mondiale WBA il 31 marzo 1980 dai pugni di Mike Weaver per KO al 15º round. Nel 1996 questo match è stato inserito, al 97º posto, nella classifica di Ring Magazine dei 100 più grandi combattimenti di tutti i tempi. 
Dopo questo match Tate combatté ancora 14 incontri contro avversari minori vincendo sempre. Il 30 marzo 1988, a Londra, fu invece sconfitto ai punti dal mediocre britannico Noel Quarless e preferì abbandonare il pugilato.
Tate morì il 9 aprile 1998 in un incidente automobilistico schiantandosi con il suo camioncino contro un palo della luce, a seguito di un ictus occorsogli durante la guida. Gli esami post mortem hanno appurato che l'ex pugile soffriva un tumore al cervello.